# Winsted, Minnesota
Winsted là một thành phố thuộc quận McLeod, tiểu bang Minnesota, Hoa Kỳ. Năm 2010, dân số của thành phố này là 2355 người.

## Dân số
- Dân số năm 2000: 2094 người.
- Dân số năm 2010: 2355 người.